# 50. вечити дерби у фудбалу
50. вечити дерби у фудбалу је фудбалска утакмица одиграна у Београду 7. маја 1972. године, између Црвене звезде и Партизана. Утакмица се завршила резултатом 1 : 1 (0 : 1). На крају, пошто је резултат и после 90 минута окршаја остао нерешен, извођени су једанаестерци како би се знало коме ће припасти пехар листа „Политике“, Овај дар освојили су „црно-бели“, и то захваљујући највише свом из-
ванредном чувару мреже Ћурковићу. У серији од по пет пенала, он је одбранио три ударца са 11 метара — Јанковићев, Богићевићев и Дојчиновског.

## Ток утакмице
Јубиларни — 50. вечити дерби националних шампионата протекао је управо по оној народној изреци „много буке ни око чега“.
Реклама уочи сусрета традиционалних ривала Црвене звезде и Партизана била је уобичајена врхунска. Најављиван је. као и увех, догађај сезоне, прави фудбалски празник. Обећања екипа учесница била су такође одговарајућа. Најављиван је изузетан спектакл, наговештаване
победе и са једне и са друге стране. Атмосфера на највећем домаћем стадиону је пратила у свему најаве и изјаве уочи утакмице. У гледалишту се нашло преко 50.000 љубитеља фулдбдла, спремних на подршку својим љубимцима и пуних наде у њихов тријумф.
Међутим, од много тога обећаног присутни су видели и доживели веома, веома мало. Овај двобој „црвено-белих" и „црно-белих“ није представљао никакав незабораван датум, а још мање фудбалски празник. Изостале су атракције усхићења, па и победник.
Резултат од 1:1 (0:1) у сигурно досад једном од најбледуњавијих дербија одговара, разуме се, више и највише играчима Партизана. Јер, они су као гости и слабије пласирани на табели успели да напусте „Маракану“ непоражени. За
домаћине већ то је мање од половичног успеха, будући да су они претенденти на почасно место и да им водећи Жељезничар после две деобе и даље бежи читава три бода.